# 天主教澧州宗座监牧区
澧州宗座監牧區（拉丁語：Praefectura Apostolica Lichovensis），是天主教在中國湖南省澧縣設立的一個監牧區，直屬聖座。
1931年5月6日，羅馬教廷從常德代牧区分設澧州監牧區，由西班牙奧斯定會負責。1999年，中國的官方教會將湖南省所有教區合併為一個「湖南教區」，但未受宗座承認。

## 歷任首牧

### 澧州宗座監牧區宗座監牧
- Fr. Ippolito Martínez y Martínez, O.S.A.  1932年1月16日 – 1962年12月3日[3]
- 李震林（Bishop  Louis Li Zhen-lin），自選自聖，後未獲宗座認可， 1958年10月26日 – 不詳[註 1][4]
- 王子澄（Bishop Anthony Wang Zi-cheng），自選自聖，後未獲宗座認可， 1987年12月8日 – 1995年5月24日
- 教座出缺（1962年12月3日-現在）
  - 屈藹林（Archbishop Methodius Qu Ai-lin），宗座署理。自選自聖，獲教宗認可，2012年4月25日